# 斯捷普 (博爾茲納區)
51°6′31″N 32°32′26″E / 51.10861°N 32.54056°E
斯捷普（烏克蘭語：Степ），是烏克蘭北部的村莊，隸屬切爾尼希夫州的尼任區。該村面積0.41平方公里，海拔高度142米，2009年人口47，人口密度每平方公里113.8人。